# Asioplax texana
Asioplax texana är en dagsländeart som först beskrevs av Jay R. Traver 1935.  Asioplax texana ingår i släktet Asioplax och familjen Leptohyphidae. Inga underarter finns listade i Catalogue of Life.